# Svenljunga

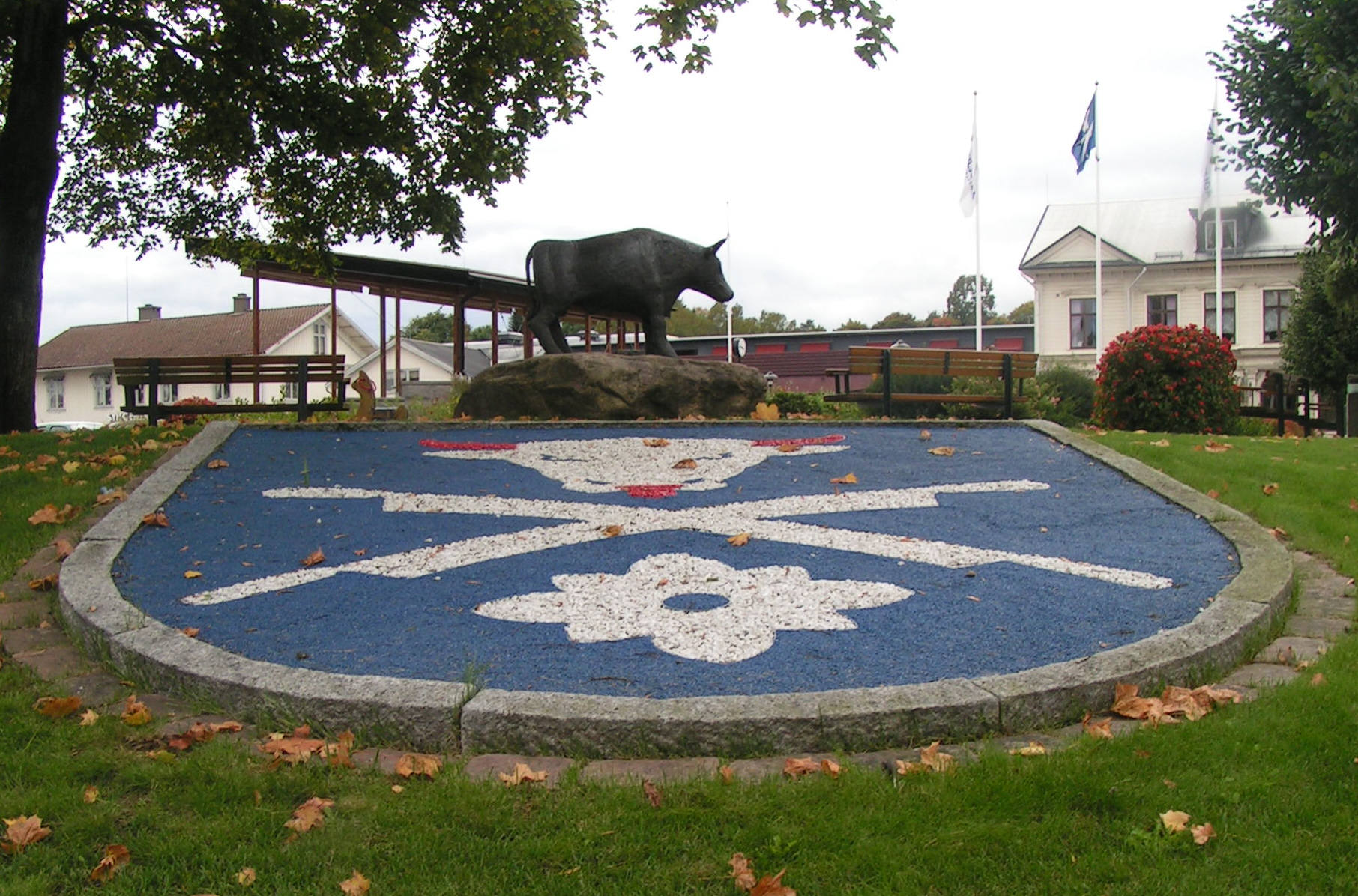
Wappen der Gemeinde Svenljunga in Svenljunga

Svenljunga ist ein Ort (tätort) in der schwedischen Provinz Västra Götalands län und der historischen Provinz Västergötland. Er ist zugleich Hauptort der gleichnamigen Gemeinde. Durch den Ort fließt der Fluss Ätran.
Erstmals belegt ist der Name als Swinalyongha im Jahr 1427, als er als Bezeichnung für das Kirchdorf verwendet wird. Später übernahm der daraus entstandene Ort den Namen, wobei dieser in der Vorsilbe Schwein (schwed. svin) beinhaltet und sich mit der Nachsilbe auf mit Besenheide (schwed. ljung) bewachsenes Gelände bezieht.

## Persönlichkeiten

### In Svenljunga geboren
- Robin Bengtsson (* 1990), schwedischer Sänger